# Jean-Luc Delpeuch
 (août 2024).
Si vous disposez d'ouvrages ou d'articles de référence ou si vous connaissez des sites web de qualité traitant du thème abordé ici, merci de compléter l'article en donnant les références utiles à sa vérifiabilité et en les liant à la section « Notes et références ».
 (août 2024).
La mise en forme du texte ne suit pas les recommandations de Wikipédia : il faut le « wikifier ».
Les points d'amélioration suivants sont les cas les plus fréquents. Le détail des points à revoir est peut-être précisé sur la page de discussion.
- Les titres sont pré-formatés par le logiciel. Ils ne sont ni en capitales, ni en gras.
- Le texte ne doit pas être écrit en capitales (les noms de famille non plus), ni en gras, ni en italique, ni en « petit »…
- Le gras n'est utilisé que pour surligner le titre de l'article dans l'introduction, une seule fois.
- L'italique est rarement utilisé : mots en langue étrangère, titres d'œuvres, noms de bateaux, etc.
- Les citations ne sont pas en italique mais en corps de texte normal. Elles sont entourées par des guillemets français : « et ».
- Les listes à puces sont à éviter, des paragraphes rédigés étant largement préférés. Les tableaux sont à réserver à la présentation de données structurées (résultats, etc.).
- Les appels de note de bas de page (petits chiffres en exposant, introduits par l'outil «  Source ») sont à placer entre la fin de phrase et le point final[comme ça].
- Les liens internes (vers d'autres articles de Wikipédia) sont à choisir avec parcimonie. Créez des liens vers des articles approfondissant le sujet. Les termes génériques sans rapport avec le sujet sont à éviter, ainsi que les répétitions de liens vers un même terme.
- Les liens externes sont à placer uniquement dans une section « Liens externes », à la fin de l'article. Ces liens sont à choisir avec parcimonie suivant les règles définies. Si un lien sert de source à l'article, son insertion dans le texte est à faire par les notes de bas de page.
- La présentation des références doit suivre les conventions bibliographiques. Il est recommandé d'utiliser les modèles {{Ouvrage}}, {{Chapitre}}, {{Article}}, {{Lien web}} et/ou {{Bibliographie}}. Le mode d'édition visuel peut mettre en forme automatiquement les références.
- Insérer une infobox (cadre d'informations à droite) n'est pas obligatoire pour parachever la mise en page.

Pour une aide détaillée, merci de consulter Aide:Wikification.
Si vous pensez que ces points ont été résolus, vous pouvez retirer ce bandeau et améliorer la mise en forme d'un autre article.
Pour les articles homonymes, voir Delpeuch.
Jean-Luc Delpeuch est un haut fonctionnaire et intellectuel français né le 18 juin 1959  à Bastia (Corse). Il est président de la communauté de communes du Clunisois et a été président d'Hesam Université, dissoute en 2024.

## Biographie
Après une scolarité au lycée La Prat's de Cluny, il choisit de faire ses études à l'École des mines de Paris plutôt qu'à l'École polytechnique (l'X), et réussit le concours d'ingénieur du corps des mines.
Jeune attaché scientifique à l'ambassade de France en Tchécoslovaquie (1982-1983), il noue des liens avec des personnalités dissidentes. Il travaille ensuite pour Pechiney en Afrique (Guinée) avant de revenir en France (à Marseille puis à Paris).
Après la révolution de Velours, il est appelé à Prague comme conseiller du nouveau gouvernement sur les questions liées à la réforme du système économique. Il est ensuite à Bruxelles comme conseiller de la commission européenne avant de rejoindre le Comité interministériel pour les questions européennes (SGCI) auprès du Premier ministre français, dont il est le secrétaire général adjoint de 1995 à 1999.
De 2000 à 2008, il assure la direction de l'École nationale supérieure d'arts et métiers (ENSAM) de Cluny. En 2008 il devient maire de la ville de Cluny et président de la communauté de communes du Clunisois, tout en reprenant comme ingénieur général des mines un poste de conseiller auprès du directeur général de l'énergie et du climat au ministère de l'écologie, du développement durable, des transports et du logement. Il devient ensuite directeur général adjoint, chargé du développement de l'École nationale supérieure d'arts et métiers (Arts et Métiers ParisTech). En 2014, à l'issue d'une triangulaire, sa liste est battue aux élections municipales de 2014 en Saône-et-Loire. Il est reconduit à la présidence de la communauté de communes. Il devient membre du conseil général de l'économie, de l'industrie, de l'énergie et des technologies.
Parallèlement, il poursuit des activités d'enseignant dans de nombreux établissements et institutions renommées en France et à l'étranger et d'écrivain.
Il a participé à l'organisation de l'année consacrée au 1 100e anniversaire de la fondation de l’abbaye de Cluny : Cluny 2010,,
Du 2 février 2016 au 2 février 2020, il est président d'Hesam Université, COMUE qui regroupait douze établissements français d’enseignement supérieur, de formation et de recherche.
À la suite de la dissolution de l'Assemblée nationale par Emmanuel Macron le 9 juin 2024 et de la création du Nouveau Front populaire, Jean-Luc Delpeuch est investi comme candidat sur la première circonscription de Saône-et-Loire au titre des écologistes,. Arrivé en troisième position avec 27,6 %, il se désiste en application du front républicain en faveur du député sortant macroniste Benjamin Dirx, finalement réélu au second tour face à la candidate du Rassemblement national.